# Георгій V Гочашвілі
Георгій V Гочашвілі (груз. გიორგი V გოჩია) — цар Імереті. Царював з 1696 до 1698 року.

## Життєпис
1696 року крупні імеретінські вельможі Георгій Абашидзе і Георгій Ліпартіані, невдоволені правлінням царя Арчіла, знайшли в Одіші деякого Георгія та назвали його родичем царської династії. Вельможі проголосили його новим царем Імереті. Георгій Гочашвілі був змушений одружитись з Тамарою, дочкою Георгія Абашидзе. Арчіл був усунутий від влади та виїхав до Двалеті.
Георгій Гочашвілі лише формально вважався царем, а фактично усіма справами керував князь Георгій Абашидзе, його тесть. Йому підкорялись князі Гурієлі, Дадіані та інші імеретинські вельможі. За рік Тамара вирішила розлучитись зі своїм чоловіком. За порадою дочки Георгій Абашидзе запропонував колишньому царю Арчілу одружитись із Тамарою та повернутись на царський трон, проте Арчіл відмовився. 1698 року Георгій Абашидзе усунув з престолу свого зятя Георгія Гочашвілі та знову запропонував Арчілу зайняти вакантний царський трон, але Арчіл знову відмовився. Втім, згодом під тиском родичів був змушений погодитись.